# إيزابيل براسور
إيزابيل براسور هي مدربة تزلج فني ‏ كندية، ولدت في 28 يوليو 1970 في كينغزبري في كندا.

## وصلات خارجية
- إيزابيل براسور على موقع أوليمبيديا (الإنجليزية)
- إيزابيل براسور على موقع قاعة كندا للمشاهير الرياضية (الإنجليزية)
- إيزابيل براسور على موقع قاعة كيبيك للمشاهير الرياضية (الفرنسية)